# Kwejk.pl
Kwejk.pl – polska strona internetowa będąca zbiorem grafik, przeważnie o tematyce humorystycznej. Jest to serwis umożliwiający użytkownikom dodawanie własnych treści, a także ocenianie ich.
Strona została założona w 2010 roku przez pochodzącego z Rosji Dmitrija Głuszczenkę (inna pisownia: Dimitr Glouchtchenko). Nazwa „kwejk” jest nawiązaniem do znanej strzelanki Quake.
W 2015 Kwejk.pl znajdował się ok. 35. miejsca w polskim rankingu Alexa. W 2013 roku był najpopularniejszym polskim serwisem rozrywkowym, wyprzedzając między innymi takie strony jak Demotywatory.pl i Joe Monster.org.